# 2738 Viracocha
A 2738 Viracocha (ideiglenes jelöléssel 1940 EC) a Naprendszer kisbolygóövében keringő kisbolygó.
1940. március 12-én a 7317 Cabottal együtt fedezte fel Kulin György a budapesti Svábhegyi Csillagvizsgálóban, az 1494 Savo követése közben. Április 10-éig összesen nyolc alkalommal észlelte, azonban csak az 1980-as évek elején sikerült összeilleszteni az 1949 és 1982 közötti elszórt megfigyeléseket és a Kulin György által végzetteket. Frederick Pilcher, a Nemzetközi Csillagászati Unió elnevezésekkel foglalkozó bizottsága tagjának javaslatára az égitest a nevét Viracocha inka főistenről kapta 1993-ban.